# Лагуардия, Виктор
Ви́ктор Лагуардия Сиснерос (исп. Víctor Laguardia Cisneros; род. 5 ноября 1989, Сарагоса, Арагон) — испанский футболист, центральный защитник.

## Биография

### Карьера
Родился 5 ноября 1989 года в городе Сарагоса, футболом начал заниматься в молодежной академии одноименного местного клуба. Его дебют во взрослом составе команды состоялся 29 августа 2009 года в домашней победной игре Примеры против «Тенерифе» (1:0).
Однако подавляющую часть первых трех сезонов Виктор провел в резервной команде «Сарагосы», выступавшей в Терсере. Летом 2011 года он был отдан в аренду в выступавший в Сегунде «Лас-Пальмас» на сезон. После этого он перешел в «Алькоркон», также на правах аренды.
В последующие годы Лагуардия продолжал выступать во втором дивизионе в составе «Сарагосы».
В 2014 году спортсмен подписал контрактное соглашение с «Депортиво Алавес». С баскским клубом Виктор добился выхода в высший дивизион в 2016 году, приняв участие в 39 матчах коллектива и забив один гол.
Лагуардия забил свой первый гол в высшем дивизионе Испании 1 октября 2016 года, однако его команда в гостях уступила «Севилье» со счетом 2:1.
В течение того сезона он сыграл в 31 матче за команду, занявшую в итоге девятое место в турнирной таблице, а также впервые в своей карьере дошел до финала Кубка Короля, однако получил тяжелую травму колена, которая вывела его из строя на восемь месяцев.
В июле 2023 года Лагуардия объявил о завершении футбольной карьеры.

## Статистика
| Выступление      | Выступление      | Выступление      | Лига | Лига | Кубок | Кубок | Итого | Итого |
| Клуб             | Лига             | Сезон            | Игры | Голы | Игры  | Голы  | Игры  | Голы  |
| ---------------- | ---------------- | ---------------- | ---- | ---- | ----- | ----- | ----- | ----- |
| Реал Сарагоса    | Ла Лига          | 2009/10          | 3    | 0    | 2     | 0     | 5     | 0     |
| Реал Сарагоса    | Итого            | Итого            | 3    | 0    | 2     | 0     | 5     | 0     |
| → Лас-Пальмас    | Сегунда          | 2011/12          | 25   | 1    | 1     | 0     | 26    | 1     |
| → Лас-Пальмас    | Итого            | Итого            | 25   | 1    | 1     | 0     | 26    | 1     |
| → Алькоркон      | Сегунда          | 2012/13          | 26   | 3    | 2     | 0     | 28    | 3     |
| → Алькоркон      | Итого            | Итого            | 26   | 3    | 2     | 0     | 28    | 3     |
| Реал Сарагоса    | Ла Лига          | 2013/14          | 28   | 0    | 1     | 0     | 29    | 0     |
| Реал Сарагоса    | Итого            | Итого            | 28   | 0    | 1     | 0     | 29    | 0     |
| Алавес           | Сегунда          | 2014/15          | 35   | 1    | 3     | 0     | 38    | 1     |
| Алавес           | Сегунда          | 2015/16          | 39   | 1    | 2     | 1     | 41    | 2     |
| Алавес           | Ла Лига          | 2016/17          | 26   | 2    | 5     | 0     | 31    | 2     |
| Алавес           | Ла Лига          | 2017/18          | 17   | 2    | 2     | 0     | 19    | 2     |
| Алавес           | Ла Лига          | 2018/19          | 36   | 1    | 0     | 0     | 36    | 1     |
| Алавес           | Ла Лига          | 2019/20          | 31   | 1    | 1     | 0     | 32    | 1     |
| Алавес           | Ла Лига          | 2020/21          | 32   | 0    | 2     | 0     | 34    | 0     |
| Алавес           | Ла Лига          | 2021/22          | 34   | 3    | 0     | 0     | 34    | 3     |
| Алавес           | Ла Лига          | 2022/23          | 16   | 0    | 4     | 0     | 20    | 0     |
| Алавес           | Итого            | Итого            | 266  | 11   | 19    | 1     | 285   | 12    |
| Всего за карьеру | Всего за карьеру | Всего за карьеру | 348  | 15   | 25    | 1     | 373   | 16    |

## Достижения
«Алавес»
- Чемпион Сегунды: 2015/16
- Финалист Кубка Испании: 2017

Испания (до 20)
- Победитель Средиземноморских игр: 2009